# Jedenastozgłoskowiec alcejski
Jedenastozgłoskowiec alcejski – wers wprowadzony przez Alkajosa do poezji greckiej, będący tzw. wersem mieszanym, złożonym z dwóch części – pentemimeru jambicznego i czystego dymetru daktylicznego akatalektycznego. Stosowany w poezji antycznej najczęściej razem z innymi wersami alcejskimi (tj. dziewięcio- i dziesięciozgłoskowcem) w postaci strofy alcejskiej.
Pierwsza część wersu – pentemimer jambiczny – informuje, że na wers składa się dwie i pół stopy. Druga część wersu to para daktyli, których nie można zamienić na spondej.
| 1. stopa                            | 2. stopa                           | 3. stopa     | 4. stopa                                           | 5. stopa                                            |
| ----------------------------------- | ---------------------------------- | ------------ | -------------------------------------------------- | --------------------------------------------------- |
| dowolna sylaba · akcentowana sylaba | krótka sylaba · akcentowana sylaba | długa sylaba | akcentowana sylaba · krótka sylaba · krótka sylaba | akcentowana sylaba · krótka sylaba · anceps w arsie |

Teza jambu w nagłosie może ulec wydłużeniu do odwróconego spondeja, natomiast ostatnia sylaba wersu, anceps, niezależnie od swojej długości jest akcentowana.